# 馬高斯·雲斯奧斯·迪·莫拉爾斯
馬高斯·雲斯奧斯·迪·莫拉爾斯，（葡萄牙語：Marcus Vinicius de Morais；1974年2月25日—），巴西职业足球运动员，现已退役，他曾榮薦J2聯賽神射手。

## 日職聯的第一次
- 比賽: 2002年3月30日. 山形山神 1 vs 1 新潟天鵝, 山形県総合運動公園
- 入球: 2002年3月30日. 山形山神 1 vs 1 新潟天鵝, 山形県総合運動公園

## 連結
- Yokohama F-Marinos Official Website （英文）